# Fuchsgesicht
Das Fuchsgesicht (Siganus vulpinus), passender auch als Dachsgesicht oder Gelbes Dachsgesicht bezeichnet, ist ein Vertreter der Kaninchenfische (Siganidae). Der Fisch lebt im nordwestlichen Pazifik, von den Philippinen, über Indonesien, Neuguinea, dem Great Barrier Reef, Vanuatu, Neukaledonien, Tonga, Nauru, den Karolinen und Marshallinseln bis nach Kiribati in Korallenriffen bis in einer Tiefe bis 30 Metern.

## Merkmale
Das Fuchsgesicht wird maximal 24 bis 25 Zentimeter lang, bleibt aber meist bei einer Länge von 20 Zentimetern. Seine Grundfarbe ist gelb. Kopf und Brust sind weiß mit breiten schwarzen „Dachsstreifen“. In der Rücken- und der Afterflosse sowie in den Bauchflossen gibt es Flossenstacheln, die mit Giftdrüsen verbunden sind. Unter dem hinteren, weichstrahligen Teil der Rückenflosse kann der Fisch einen großen schwarzen Fleck zeigen.
Flossenformel: Dorsale XIII/10, Anale VII/9.
Wie bei allen Kaninchenfischen sind die 13 Flossenstacheln der Rückenflosse, die sieben Afterflossenstacheln und die vier Stacheln jeder Bauchflosse mit Giftdrüsen versehen.

## Lebensweise
Junge und Halbwüchsige leben in großen Schwärmen, während erwachsene Tiere ab einer Länge von zehn Zentimetern paarweise leben. Sie ernähren sich vor allem vom Algenbewuchs zwischen den Korallen, nehmen aber auch Zooplankton zu sich. Jungfische verstecken sich bei Gefahr in größeren Gruppen zwischen Steinkorallenästen und suchen dort auch nach Nahrung.

## Systematik

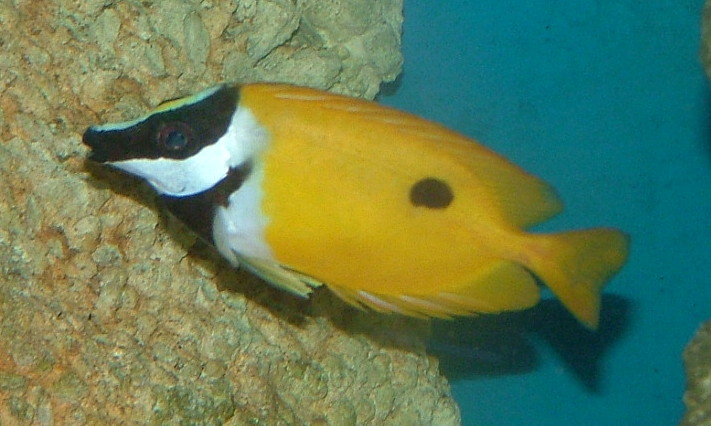
„Siganus unimaculatus“, ein Fuchsgesicht mit schwarzem Seitenfleck

Das Fuchsgesicht gehört innerhalb der Familie der Kaninchenfische, die nur aus der Gattung Siganus besteht, zu der Untergattung Lo, die im Gegensatz zur Untergattung Siganus eine lange Schnauze hat. Eine weitere Art, das Einfleckige Fuchsgesicht (Siganus unimaculatus) (Evermann & Seale, 1907), unterscheidet sich von Siganus vulpinus nur durch einen schwarzen Fleck an den Seiten. Nach Beobachtungen der Verhaltensforscherin Ellen Thaler können die Fische den schwarzen Fleck allerdings je nach Stimmungslage ein- und ausschalten, so dass davon ausgegangen werden muss, dass es sich bei Siganus unimaculatus nur um Siganus vulpinus mit sichtbarem Seitenfleck handelt.